# Peter Egan
Peter Joseph Egan (Londra, 28 settembre 1946) è un attore britannico.

## Biografia
Ha iniziato la sua attività cinematografica alla fine degli anni sessanta prendendo parte sia in ruoli cinematografici che televisivi; tra questi vi è The Wedding Date - L'amore ha il suo prezzo in cui interpreta il padre della protagonista.
Nel 1977 ha sposato l'attrice Myra Frances con cui è rimasto fino alla morte di lei, avvenuta nel 2021.

## Filmografia parziale

### Cinema
- Un uomo da affittare (The Hireling), regia di Alan Bridges (1973)
- Momenti di gloria (Chariots of Fire), regia di Hugh Hudson (1981)
- Mr. Bean - L'ultima catastrofe (Bean: The Ultimate Disaster Movie), regia di Mel Smith (1997)
- 2001 - Un'astronave spuntata nello spazio (2001: A Space Travesty), regia di Allan A. Goldstein (2000)
- The I Inside, regia di Roland Suso Richter (2004)
- The Wedding Date - L'amore ha il suo prezzo (The Wedding Date), regia di Clare Kilner (2005)
- Man to Man, regia di Régis Wargnier (2005)
- Funeral Party (Death at a Funeral), regia di Frank Oz (2007)

### Televisione
- Elisabetta Regina (Elizabeth R) – serie TV, un episodio (1971)
- Caccia al re (To Catch a King), regia di Clive Donner – film TV (1984)
- Jack Frost (A Touch of Frost) – serie TV, un episodio (1999)
- L'ispettore Barnaby (Midsomer Murders) – serie TV, episodi 13x07-20x02 (2011-2018)
- Downton Abbey – serie TV, 4 episodi (2012-2015)
- Grantchester – serie TV, un episodio (2014)
- After Life – serie TV, 6 episodi (2020-2022)
- The Spanish Princess – miniserie TV, 3 puntate (2020)

## Doppiatori italiani
Nelle versioni in italiano delle opere in cui ha recitato, Peter Egan è stato doppiato da:
- Stefano De Sando in The Wedding Date - L'amore ha il suo prezzo, Funeral Party, Downton Abbey
- Sergio Tedesco in Mr. Bean - L'ultima catastrofe
- Sandro Iovino in 2001 - Un'astronave spuntata nello spazio
- Gianni Giuliano in After Life
- Dario Oppido in The Spanish Princess